# Plagiochila barteri
Plagiochila barteri là một loài rêu tản trong họ Plagiochilaceae. Loài này được Mitt. miêu tả khoa học lần đầu tiên năm 1887.